# Lingua tedesca della Pennsylvania
Il tedesco della Pennsylvania (nome nativo: Pennsilfaanisch Deitsch; in inglese: Pennsylvania Dutch) è una lingua del ramo del tedesco centrale occidentale, parlata da circa 250 000 persone in Canada e negli Stati Uniti (come le comunità Amish).
La parola Dutch (che nell'inglese moderno significa "nederlandese") è un arcaismo per "tedesco". Un tempo infatti, la parola Dutch indicava sia le popolazioni della Germania che quelle dei Paesi Bassi. Persone che parlano questa lingua possono essere trovate principalmente in Pennsylvania, in Ohio, in Indiana (Stati Uniti) e in Ontario (Canada). Il tedesco della Pennsylvania mantiene un discreto grado di mutua intelligibilità con l'odierno tedesco palatino, da cui è principalmente derivato.

## Scrittura
Sono usati due sistemi di scrittura per questo linguaggio: uno basato sulla fonetica dell'inglese, e l'altro basato sulla fonetica del tedesco.  Di seguito il Padre Nostro scritto nei diversi sistemi di scrittura e paragonato con l'inglese, l'olandese e il tedesco moderni.
| Italiano                                       | Inglese                                       | Sistema di scrittura 1 (basato sull'inglese) | Sistema di scrittura 2 (basato sul tedesco) | Tedesco                                    | Olandese                                       |
| ---------------------------------------------- | --------------------------------------------- | -------------------------------------------- | ------------------------------------------- | ------------------------------------------ | ---------------------------------------------- |
| Padre Nostro che sei nei cieli,                | Our Father who art in heaven,                 | Unsah Faddah im Himmel,                      | Unser Vadder im Himmel,                     | Vater unser im Himmel,                     | Onze vader die in de hemelen zijt,             |
| Sia santificato il tuo nome.                   | Hallowed be thy name.                         | dei nohma loss heilich sei,                  | dei Naame loss heilich sei,                 | geheiligt werde dein Name,                 | geheiligd zij uw naam,                         |
| Venga il tuo regno.                            | Thy kingdom come.                             | Dei Reich loss kumma.                        | Dei Reich loss komme.                       | Dein Reich komme.                          | Uw rijk kome.                                  |
| Sia fatta la tua volontà,                      | Thy will be done,                             | Dei villa loss gedu sei,                     | Dei Wille loss gedu sei,                    | Dein Wille geschehe,                       | Uw wil geschiede,                              |
| come in cielo così in terra.                   | on earth as in heaven.                        | uf di eaht vi im Himmel.                     | uff die Erd wie im Himmel.                  | wie im Himmel, so auf Erden.               | op de aarde als in de hemel.                   |
| Dacci oggi il nostro pane quotidiano,          | Give us this day our daily bread.             | Unsah tayklich broht gebb uns heit,          | Unser deeglich Brot gebb uns heit,          | Unser tägliches Brot gib uns heute,        | Geef ons heden ons dagelijks brood,            |
| e rimetti a noi i nostri debiti                | And forgive us our trespasses;                | Un fagebb unsah shulda,                      | Un vergebb unser Schulde,                   | Und vergib uns unsere Schuld,              | en vergeef ons onze schulden,                  |
| come noi li rimettiamo ai nostri debitori,     | as we forgive those who tresspass against us. | vi miah dee fagevva vo uns shuldich sinn.    | wie mir die vergewwe wu uns schuldich sinn. | wie auch wir vergeben unseren Schuldigern. | gelijk ook wij vergeven aan onze schuldenaren. |
| non ci indurre in tentazione,                  | And lead us not into temptation               | Un fiah uns naett in di fasuchung,           | Un fiehr uns net in die Versuchung,         | Und führe uns nicht in Versuchung,         | en leidt ons niet in bekoring,                 |
| ma liberaci dal male.                          | but deliver us from evil.                     | avvah hald uns fu'm eevila.                  | awwer hald uns vum Iewile.                  | sondern erlöse uns von dem Bösen.          | maar verlos ons van het kwade.                 |
| Perché tuo è il regno, la potenza              | For thine is thy kingdom, thy power           | Fa dei is es Reich, di graft,                | Fer dei is es Reich, die Graft,             | Denn Dein ist das Reich, und die Kraft     | Want uwer is het Koninkrijk, de kracht         |
| e la gloria nei secoli, nei secoli dei secoli. | and thy glory, For ever and ever.             | un di hallichkeit in ayvichkeit.             | un die Hallichkeit in Ewichkeit.            | und die Herrlichkeit in Ewigkeit.          | en de heerlijkheid in der eeuwigheid.          |
| Amen.                                          | Amen.                                         | Amen.                                        | Amen.                                       | Amen.                                      | Amen.                                          |